# Coke Luxe
Coke Luxe é uma banda brasileira de rockabilly criada nos anos 80  que teve dois álbuns lançados pelo selo independente Baratos Afins.
Influenciados pelo Neo Rockabilly do grupo Stray Cats, que misturava o som da Sun Records de Elvis Presley, Jerry Lee Lewis e Carl Perkins às referências Punk e New Wave da época, o Coke Luxe apostava em composições em português, com letras irreverentes, muita atitude e versões de clássicos americanos da década de 1950.
Ao lado de bandas como João Penca e seus Miquinhos Amestrados, o Coke Luxe se tornou o principal grupo de rock’n’roll primitivo, destacando-se no seu trabalho autoral muito ‘swing’ e bom humor, com letras sarcásticas de cenas do cotidiano.

## História

### A primeira banda brasileira de Rockabilly
A banda foi formada em 1981 por Eddy Teddy nos vocais e Jipp Willis (nome artístico de Victor Sidney Riccelli) na bateria. Completavam a banda o guitarrista Billy Breque (nome artístico de Wagner Benatti - também participante da banda Pholhas) e o contrabaixista Little Piga (nome artístico de Luiz Fernando de Barros).
O grupo mantinha o estilo de rock dançante também denominado Rockabilly com músicas e letras bem humoradas retratando o cotidiano de um personagem que é título de uma de suas músicas e grande sucesso no período em que foi lançada (“Roque, o Azarado”, também conhecido como "Conta da Light").
Os dois principais registros fonográficos da banda foram produzidos pela “Baratos Afins” e são considerados ícones do Rockabilly brasileiro, sendo inclusive comercializados na Europa e Japão, onde tem seguidores até hoje. São eles: o compacto "É Rockabilly", de 1983, e o LP "Rockabilly Bop", de 1984. O show de lançamento deste álbum aconteceu em outubro de 1984, na casa Radar Tantã.
Em 1984, foram a banda principal de um show que também contou com os então iniciantes Legião Urbana e Zero, no Centro Cultural São Paulo. Também neste ano, a banda se apresentou no programa Perdidos na Noite, de Fausto Silva.
A banda atuou até o fim da década de 1980 quando se desfez, mas reunia-se esporadicamente até 1997 quando seu mentor Eddy Teddy faleceu aos 46 anos de idade.
Em 2004, faleceu Little Piga, outro integrante da banda.

### Os Shows
Os shows do Coke Luxe se destacavam pela presença de palco de Luiz Teddy, utilizando-se de recursos cênicos inusitados que levam o público à loucura. Não era simplesmente tocar e dançar: o Coke Luxe surpreendia a plateia a cada música. O trabalho autoral do Coke Luxe remete os ouvintes para letras com humor sarcástico e ritmos dançantes, permitindo a apresentação de um “enredo” que conta as aventuras e desventuras de “Roque, o azarado”, personagem criado pela letra da música de mesmo nome escrita pelo baterista e co-fundador da banda, o Jipp Willis e sucesso absoluto até  hoje na cena Rockabilly brasileira. A música “Roque, o azarado” abria o espetáculo, contando a hilária situação do personagem perdendo o sabonete num “apagão” durante o banho.
À partir desta primeira música, os integrantes da banda contavam brevemente o que aconteceu com o “Roque” em cada uma das músicas subsequentes, não sem antes mencionarmos que teremos “performances de convidados especiais”, destacando o conteúdo das letras (como mencionado no primeiro parágrafo).

### Revival
Em 2017, foi realizado um tributo em homenagem aos 20 anos sem Eddy Teddy, com o filho de Eddy, Luiz Teddy nos vocais, Big Marcel no contrabaixo e os integrantes originais Jipp Willis na bateria e Billy Breque na guitarra.
Após o sucesso do evento, com esta formação, a banda passou a realizar shows pelo país.

## Discografia

### CD
Uma coletânea com o Compacto, o LP e alguns extras

### Compacto
- Não beba, papai, não beba (1983) Baratos Afins

### Long Play
- Rockabilly bop (1984) Baratos Afins